# Romanschulzia apetala
Romanschulzia apetala là một loài thực vật có hoa trong họ Cải. Loài này được Rollins miêu tả khoa học đầu tiên năm 1942.